# Tom Hanlon
Tom Hanlon (* 20. Mai 1967 in Iserlohn) ist ein ehemaliger britischer Hindernisläufer.
Bei den Europameisterschaften 1990 in Split wurde er Sechster, bei den Weltmeisterschaften 1991 in Tokio Elfter und bei den Olympischen Spielen 1992 in Barcelona Sechster. 1993 belegte er bei den Weltmeisterschaften in Stuttgart den 15. Platz.
Schottische Meistertitel errang er über 1500 Meter viermal im Freien (1987–1990) sowie einmal in der Halle (1988) und je einmal im Crosslauf (1991) und über 3000 Meter Hindernis (1997).

## Persönliche Bestzeiten
- 1500 m: 3:38,08 min, 28. Juni 1992, Birmingham
  - Halle: 3:43,75 min, 5. März 1988, Budapest
- 3000 m: 7:51,31 min, 10. Juli 1992, London
  - Halle: 7:52,56 min, 12. Februar 1989, Stuttgart
- 5000 m: 13:39,95 min, 3. Juni 1989, Jarrow (Tyne and Wear)
- 2000 m Hindernis: 5:21,77 min, 11. Juni 1992, Caserta
- 3000 m Hindernis: 8:12,58 min, 3. August 1991, Monaco